# El Azuzul

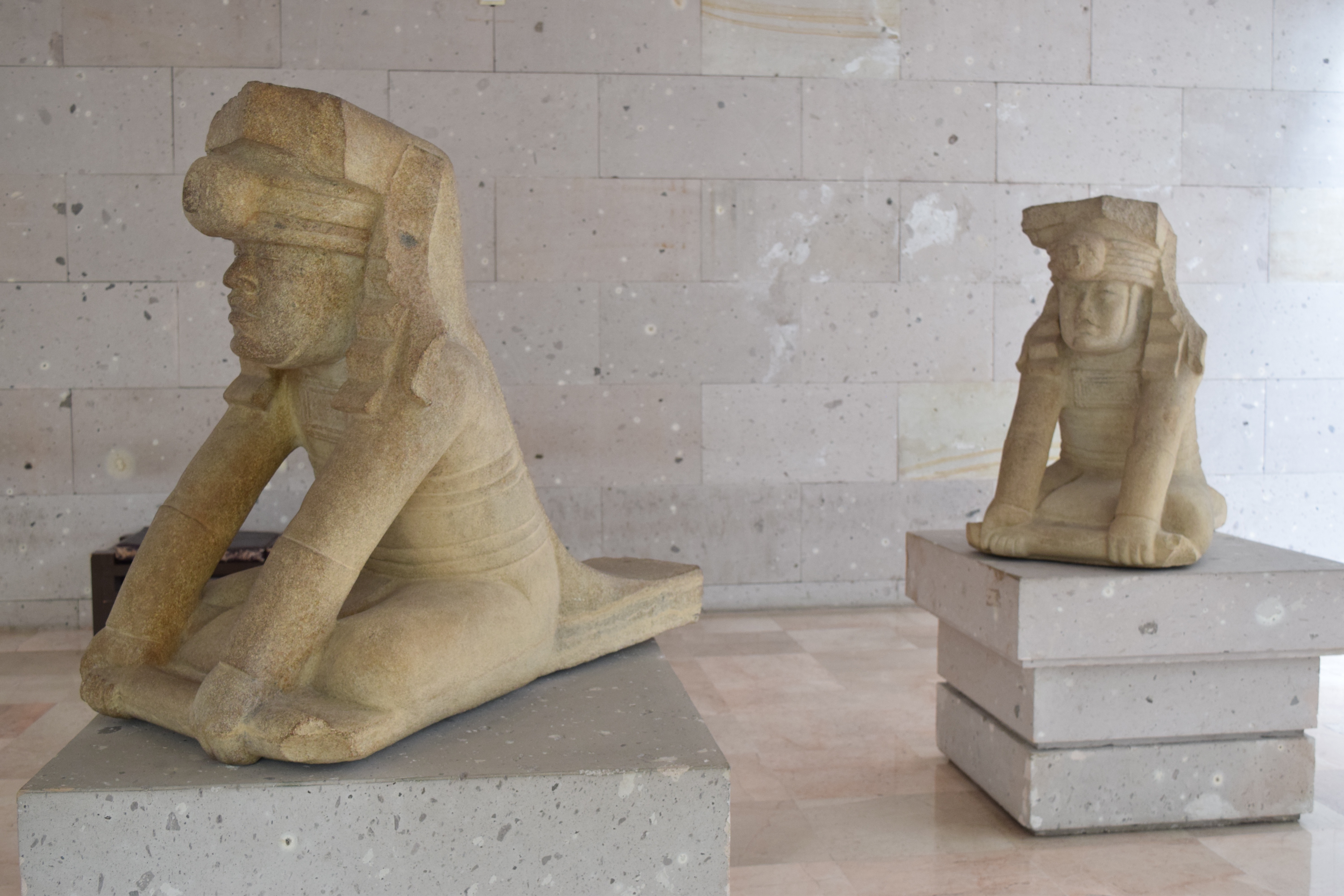
Escultura Os "Gémeos" de El Azuzul.

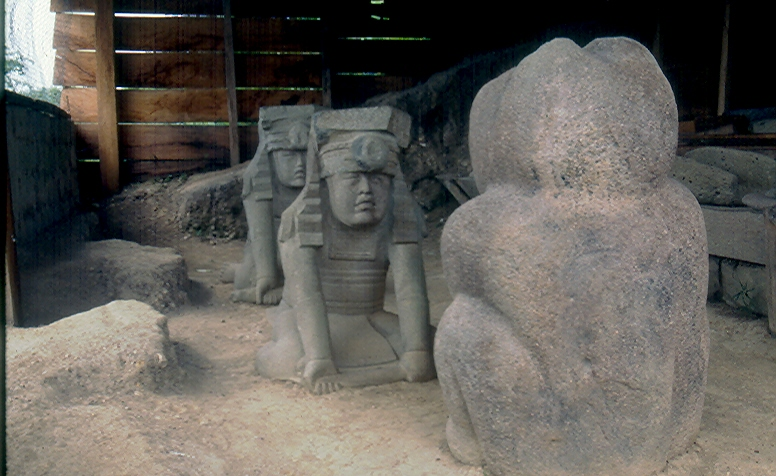
Imagem das esculturas in situ, tal como foram encontradas, com os "gémeos" voltados de frente para um jaguar. As esculturas foram entretanto trasladadas para Xalapa.

El Azuzul é um sítio arqueológico olmeca situado em Veracruz, no México, a alguns quilómetros para sul de San Lorenzo Tenochtitlan, de que é considerado contemporâneo (provavelmente 1100 a 800 a.C.). Batizado com o nome do rancho no qual se encontra, El Azuzul é parte do complexo de Loma del Zapote. O sítio ocupa as zonas mais elevadas a norte da antiga confluência de dois antigos leitos de rios, parte do sistema do rio Coatzacoalcos. Encontra-se a montante do sítio de Potrero Nuevo, que faz também parte do complexo de San Lorenzo.

## Arte monumental
El Azuzul é mais bem conhecido por dois pares de esculturas monumentais, actualmente em exposição no Museo de Antropologia de Xalapa, México. Estas estátuas foram encontradas no lado sul de uma grande pirâmide (ou monte) existente no sítio, intactas e aparentemente imperturbadas desde que foram ali colocadas durante o período pré-clássico.
O primeiro par de estátuas, descrito como "algumas das maiores obras-primas da arte olmeca", é constituído por duas figuras humanas sentadas e quase idênticas. Quando foram encontradas as duas estátuas estavam voltadas para leste, uma colocada atrás da outra (ver imagem). Alguns investigadores sugeriram que estes "gémeos" são os antecessores dos Gémeos Heróis maias do Popol Vuh, apesar de os ornamentos que ostentam nas cabeças terem levado outros a concluir que se tratam de sacerdotes. Estes ornamentos foram mutilados, provavelmente para apagar insígnias identificadoras.
Cada um dos gémeos, tal como a figura do Monumento 1 de San Martín Pajapan, segura uma barra cerimonial (a mão direita colocada debaixo da barra e a mão esquerda por cima), como que apanhados enquanto erguiam o que foi descrito como um axis mundi ou árvore mundo mesoamericana.
Voltada de frente para as duas figuras humanas encontrava-se uma estátua com aparência felina, geralmente identificada como sendo um jaguar. Ligeiramente maior que as figuras humanas à sua frente, a figura felina tem aproximadamente 1.2 metros de altura. Uma versão deste felino com 1.6 metros de altura foi encontrada a alguns metros de distância. Os jaguares apresentam evidências de haverem sido esculpidos a partir de monumentos mais antigos.

## Estruturas
Além da grande pirâmide/monte, foi construída uma comprida passagem (ou dique) ao longo do curso de água, e que provavelmente funcionaria como barreira e/ou cais de acostagem. Provavelmente existem outras estruturas, actualmente totalmente cobertas pela vegetação.